# Maitane Melero
Maitane Melero Lacasia (Pamplona, 20 de febrero de 1983) es una atleta española especialista en largas distancias. Es también ingeniera agrónoma por la Universidad Pública de Navarra. Campeona de España en seis ocasiones en categoría absoluta de 3.000 m, 5.000 m y 10 000 m.

## Biografía
Es hija de Mikel Melero Armendáriz, ingeniero industrial, e Idoia Lacasia Pérez, administrativa. Tiene otra hermana, Amaia, también atleta. Realizó sus estudios en el Colegio Público de Azpilagaña y en el Instituto Plaza de la Cruz. En la universidad estudió ingeniería agrónoma y desarrolló un proyecto de fin de carrera con la ONG Ingeniería Sin Fronteras (ISF) en Santiago del Estero, Mendoza y Córdoba. Este proyecto le ayudó a ahondar sus conocimientos en las energía renovables faceta profesional que desarrolla en la actualidad.
Maitane tiene un hijo, Ilai (2017). 

## Carrera deportiva
Comenzó a practicar el atletismo a los once años de edad. Ha sido miembro del Club Ardoi donde se entrenaba con Patxi Morentin Ochoa de Alda, fallecido en 2020. Anteriormente formó parte de los equipos del Santo Ángel, Ademar, Ederki y Scania Pamplona Atlético.
En 2016 tuvo un hijo. Tras su maternidad, siguió entrenando para recuperar el estado de forma y mantener el nivel competitivo internacional.
En 2017 debutó como internacional en el Campeonato Europeo de Campo a Través y en 2018 fue octava en los 10 000 m del Campeonato de Europa. También ha participado cuatro veces en la Copa de Europa de 10 000 m.
En 2022 empezó a alternar la pista con las carreras en ruta. Ese año revalidó el título de campeona de España absoluta de 10.000 metros en pista, que había conseguido en 2021, y se proclamó campeona de España máster F35 de 10 kilómetros en ruta, con un tiempo de 33:56. Participó en la prueba de 10 000 m del Campeonato de Europa, donde acabó decimoséptima.
Entre sus mejores marcan destacan seis récords de la Comunidad Foral Navarra: 1500 (4:18.74), 5000 (15:36.87), 10 000 (32:08.57), 10 km en ruta (32:39) y media maratón (1:12.08), al aire libre, y 3000 m (9:08.43) en pista cubierta. Además, ha sido seis veces campeona de España al aire libre y bajo techo.

## Competiciones internacionales
| Representando a España \| Año \| Competición \| Sede \| Puesto \| Prueba \| Marca \| \| ---- \| -------------------------------- \| --------- \| ------ \| -------- \| -------- \| \| 2018 \| Campeonato de Europa \| Berlín \| 8.º \| 10 000 m \| 32:52.59 \| \| 2019 \| Campeonato de Europa por Equipos \| Bydgoszcz \| 2.º \| 5000 m \| 15:44.55 \| \| 2022 \| Campeonato de Europa \| Múnich \| 17.º \| 10 000 m \| 33:46.71 \| | Representando a España \| Año \| Competición \| Sede \| Puesto \| Prueba \| Marca \| \| ---- \| -------------------------------- \| --------- \| ------ \| -------- \| -------- \| \| 2018 \| Campeonato de Europa \| Berlín \| 8.º \| 10 000 m \| 32:52.59 \| \| 2019 \| Campeonato de Europa por Equipos \| Bydgoszcz \| 2.º \| 5000 m \| 15:44.55 \| \| 2022 \| Campeonato de Europa \| Múnich \| 17.º \| 10 000 m \| 33:46.71 \| | Representando a España \| Año \| Competición \| Sede \| Puesto \| Prueba \| Marca \| \| ---- \| -------------------------------- \| --------- \| ------ \| -------- \| -------- \| \| 2018 \| Campeonato de Europa \| Berlín \| 8.º \| 10 000 m \| 32:52.59 \| \| 2019 \| Campeonato de Europa por Equipos \| Bydgoszcz \| 2.º \| 5000 m \| 15:44.55 \| \| 2022 \| Campeonato de Europa \| Múnich \| 17.º \| 10 000 m \| 33:46.71 \| | Representando a España \| Año \| Competición \| Sede \| Puesto \| Prueba \| Marca \| \| ---- \| -------------------------------- \| --------- \| ------ \| -------- \| -------- \| \| 2018 \| Campeonato de Europa \| Berlín \| 8.º \| 10 000 m \| 32:52.59 \| \| 2019 \| Campeonato de Europa por Equipos \| Bydgoszcz \| 2.º \| 5000 m \| 15:44.55 \| \| 2022 \| Campeonato de Europa \| Múnich \| 17.º \| 10 000 m \| 33:46.71 \| | Representando a España \| Año \| Competición \| Sede \| Puesto \| Prueba \| Marca \| \| ---- \| -------------------------------- \| --------- \| ------ \| -------- \| -------- \| \| 2018 \| Campeonato de Europa \| Berlín \| 8.º \| 10 000 m \| 32:52.59 \| \| 2019 \| Campeonato de Europa por Equipos \| Bydgoszcz \| 2.º \| 5000 m \| 15:44.55 \| \| 2022 \| Campeonato de Europa \| Múnich \| 17.º \| 10 000 m \| 33:46.71 \| | Representando a España \| Año \| Competición \| Sede \| Puesto \| Prueba \| Marca \| \| ---- \| -------------------------------- \| --------- \| ------ \| -------- \| -------- \| \| 2018 \| Campeonato de Europa \| Berlín \| 8.º \| 10 000 m \| 32:52.59 \| \| 2019 \| Campeonato de Europa por Equipos \| Bydgoszcz \| 2.º \| 5000 m \| 15:44.55 \| \| 2022 \| Campeonato de Europa \| Múnich \| 17.º \| 10 000 m \| 33:46.71 \| |
| Año | Competición | Sede | Puesto | Prueba | Marca |
| --- | --- | --- | --- | --- | --- |
| 2018 | Campeonato de Europa | Berlín | 8.º | 10 000 m | 32:52.59 |
| 2019 | Campeonato de Europa por Equipos | Bydgoszcz | 2.º | 5000 m | 15:44.55 |
| 2022 | Campeonato de Europa | Múnich | 17.º | 10 000 m | 33:46.71 |